# Gehlweiler
Gehlweiler település Németországban, Rajna-vidék-Pfalz tartományban. Lakosainak száma 212 fő (2023. december 31.). Gehlweiler Gemünden és Rohrbach községekkel határos.

## Népesség
A település népességének változása:
| Lakosok száma | 256  | 211  | 219  | 215  | 218  | 212  |
|               | 1975 | 2017 | 2019 | 2021 | 2022 | 2023 |